# Balsupiai
Balsupiai ist ein Dorf mit 370 Einwohnern (2011) in der litauischen Gemeinde Marijampolė. Es liegt 9 km westlich von der Stadt Marijampolė. 
Es ist das Zentrum des Unterbezirks. Es gibt eine Abteilung der Schule von Mokolai. Durch das Dorf fließen zwei Nebenflüsse der Šešupė: die Rausvė (links) und die Balsė (rechts), dieser gab den Namen dem Dorf. Balsupiai wurde 1632 erstmals urkundlich erwähnt. Ab 1910 gab es hier eine Grundschule.

## Persönlichkeiten
- Vidmantas Brazys (1946–2017), Politiker, Bürgermeister von Marijampolė